# جغرافيا الإكوادور

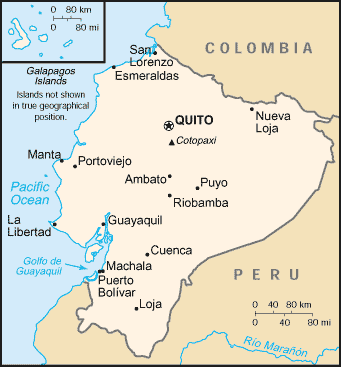

تبلغ مساحة إكوادور283,520 كم² ويمر خط الاستواء إلى
الشمال مباشرة من مدينة كيتو عاصمة الإكوادور. وتعتبر إكوادور
ثانية أصغر الجمهوريات في أمريكا الجنوبية. وقد انضمت جزر جلاباجوس
إلى إكوادور في سنة 1832 وهي تبعد حوالي 800 كيلو متر عن ساحل إكوادور.
وتشبه إكوادور جاراتها الإنديزيات في تقسيماتها إلى أقاليم جغرافية تتابع
من سهل ساحلي ضيق يطل على المحيط الهادي إلى سلاسل الجبلية الشاهقة ثم
تنتهي بالأراضي السهلية في الشرق وتتنوع الأحوال المناخية والنباتات الطبيعية
مع هذا التنوع في التضاريس، وكذلك نلاحظ التنوع ذاته في أحوال العمران والسكان.
ويعد الإقليم الشرقي أقل مناطق إكوادور تطورا.

## السكان
يصل عدد سكان إكوادور إلى 14,483,499 نسمة.
ويعيش حوالي 40% من سكان إكوادور في نطاق الساحلي، 58% في
المرتفعات، 2% في السهول الشرقية.
| العرق        | الجبال | الساحل | المجموع |
| ------------ | ------ | ------ | ------- |
| البيض        | 29%    | 28%    | 28,5%   |
| الهنود الحمر | 28%    | 7%     | 17,5%   |
| ميستيزو      | 42%    | 28%    | 35%     |
| مولاتو       | 0,5%   | 28,5%  | 14,5%   |
| الزنوج       | 0,5%   | 8,5%   | 4,5%    |

## الظروف الطبيعية
تمتد جبال الإنديز في الإكوادور من الشمال إلى الجنوب على هيئة سلسلتين.
وتوجد كثير من القمم البركانية التي يزيد ارتفاعها على عشرين الف قدم. وفيما
بين السلسلتين الجبليتين توجد هضبة يترواح ارتفاعها بين 7000 و9000 قدم،
وتتقطع هذه الهضبة إلى هضبات بواسطة المجاري المائية.

### السهل الساحلي
يبلغ طول السهل الساحلي من الشمال إلى الجنوب 680 كم ويتراوح عرضه بين 80 و40 كم.
وتوجد كثير من أودية الأنهار الصغيرة في منطقة السهل الساحلي .
أما المرتفعات فترتفع فجأة من السهول الساحلية ثم تنحدر تدريجيا في الشرق نحو سهول نهر الأمازون.

### المناخ
ولما كانت الإكوادور ذات موقع مداري فإن المناخ المداري هو السائد في السهل الساحلي
وفي السهول الداخلية. أما الارتفاع فهو العامل الرئيس في تحديد مناخ نطاق الجبل.
وهنا تتدرج أحوال الحرارة مع درجة الارتفاع، وعلى طول ساحل الباسفيكي تتحول الغابات
المدارية في الشمال إلى السافانا في الوسط حتى تصل إلى الصحراء في الجنوب. أما السهول الشرقية
فإن الحرارة المرتفعة تؤدي إلى نمو نباتات السافانا.

### الغطاء النباتي
يتنوع الغطاء النباتي في السهل الساحلي تبعاً لكمية الأمطار وطول فترة هطولها،
ففي الشمال تبدأ الغابات الاستوائية ثم تتحول إلى غابات شبه نفضيه ( تنفض أوراقها في فصل الجفاف )
ثم اشجار شوكية الأوراق وحشائش ثم نباتات صحراوية.

## الظروف الاقتصادية
تتنوع أراضي الإكوادور من حيث استخدامها على النحو التالي:
- أراضي زراعية 5%
- أراضي مراعي 8%
- أراضي غابات 55%
- أراضي بور 32%

وتعتبر الزراعة من العمال الهامة للسكان ويعيش عليها أكثر من نصف عدد
السكان رغم صغر المساحة المزروعة، ومن الممكن أن بعض الأراضي المصنفة
على أنها أراضي مراعي أو أراضي غابات أصبحت تحت المحراث في الوقت الحاضر
بفضل تطهيرها من النباتات الطبيعية ومد طرق المواصلات بها وتوفير وسائل الري.
وتتركز أغلبية الأراضي الزراعية في الإكوادور في أيدي عدد محدود من الملاك وتسود
في الإكوادور الوسائل البدائية في الزراعة وتقل المكينة، ولذلك ينخفض مردود الفدان
من المحاصيل الزراعية.
ويزرع العديد من المحاصيل الزراعية في الإكوادور أهما قصب السكر والأرز كما يزرع
الكاكاو والبن والموز، وعلى الهضبة حيث يعتدل المناخ ويزرع القمح والشعير
والبطاطس والخضروات.
وتعطي الغابات إنتاجا وفيرا من الخشب. أما الحيوانات فهي قليلة وأهمها الماعز
في النطاق الساحلي والأغنام على المرتفعات.
وتوجد في الإكوادور كميات محدودة من الذهب والفضة والنحاس. ويعد البترول
في الوقت الحاضر أهم الموارد المعدنية رغم أن الإنتاج منه لا يسد الحاجة المحلية